# Pizzicato Five
Pizzicato Five (muitas vezes conhecido simplesmente pela sigla P5) foi um grupo de música pop japonesa formado pelo duo de Maki Nomiya e Yasuharu Konishi. O grupo é conhecido pelas composições ecléticas e energéticas que muitas vezes soam como "novos" lançamentos a partir do final dos anos 1960, na chamada cena hipster. O slogan "Um novo e espectacular som estereofônico" captura a postura irônica e a atitude ansiosa do grupo. Os Pizzicato Five se separaram em março de 2001.

## Discografia selecionada

### Álbuns de estúdio
- Pizzicato Five in Action (1986)
- Pizzicatomania! (1986)
- Couples (1987)
- Bellissima! (1988)
- On Her Majesty's Request (1989, relançado em 1995)
- Soft Landing On The Moon(1990)
- Hi Guys! Let Me Teach You (1991)
- This Year's Girl(1991, reissued in 2000)
- Sweet Pizzicato Five (1992)
- Instant Replay (ao vivo, 1993)
- Bossa Nova 2001 (1993)
- Overdose (1994)
- Romantique 96 (1995)
- Happy End of the World (1997)
- The International Playboy & Playgirl Record (1998, lançado nos EUA como Playboy & Playgirl)
- Pizzicato Five (1999)
- Baby Portable Sessions (álbum acústico lançado pela rádio NHK FM do Japão, 2000)
- Çà et là du Japon (2001)

## Trilhas sonoras
O Pizzicato Five foi um grupo extremamente prolífico em sua existência, geralmente liberando pelo menos um álbum por ano, além de vários EPs e álbuns de remixes. Sua música tem aparecido em numerosos filmes, episódios de televisão e jogos de Vídeo-game
Músicas do Pizzicato Five aparecem nas trilhas sonoras de:
- Austin Powers em o Homem do Membro de Ouro;
- As Panteras;
- Geração Maldita;
- Jury Duty;
- Beavis and Butt-Head;
- Futurama;
- Prêt-à-porter.